# Bắt ruồi lá hình thìa
Drosera spatulata là danh pháp khoa học của một loài bắt ruồi lá hình thìa, các tên gọi khác có thể là mao cao lá hình thìa hay thi diệp mao cao (phiên âm từ tiếng Trung).

## Đặc điểm
Đây là một loài cây thân thảo với các lá hình cái thìa và mọc thành hình một cái nơ, đường kính 12–25 mm. Rễ là loại rễ chùm, đường kính mỗi sợi rễ tới 0,2 mm. Cuống lá phẳng và hẹp, dài 5–12 mm, rộng 2–3 mm. Mặt dưới của lá có các lông áp ép. Lá kèm có 3 thùy, thùy trung tâm hình tam giác, dài tới 1 mm. Các thùy bên hình tam giác hẹp, dài tới 3 mm. Hoa mọc thành chùm với 3-20 hoa nhỏ, cuống hoa dài khoảng 2–30 cm, phủ đầy lông dài khoảng 0,04–1 mm. Các cánh hoa màu tím hồng. Hạt hình elip-trụ hoặc elip-trứng, màu từ nâu sẫm đến đen, dài 0,4 mm, đường kính 0,06-0,12 mm.

## Phổ biến
Loài bắt ruồi này khá phổ biến ở châu Á, từ miền bắc Nhật Bản, tới Úc và New Zealand. 

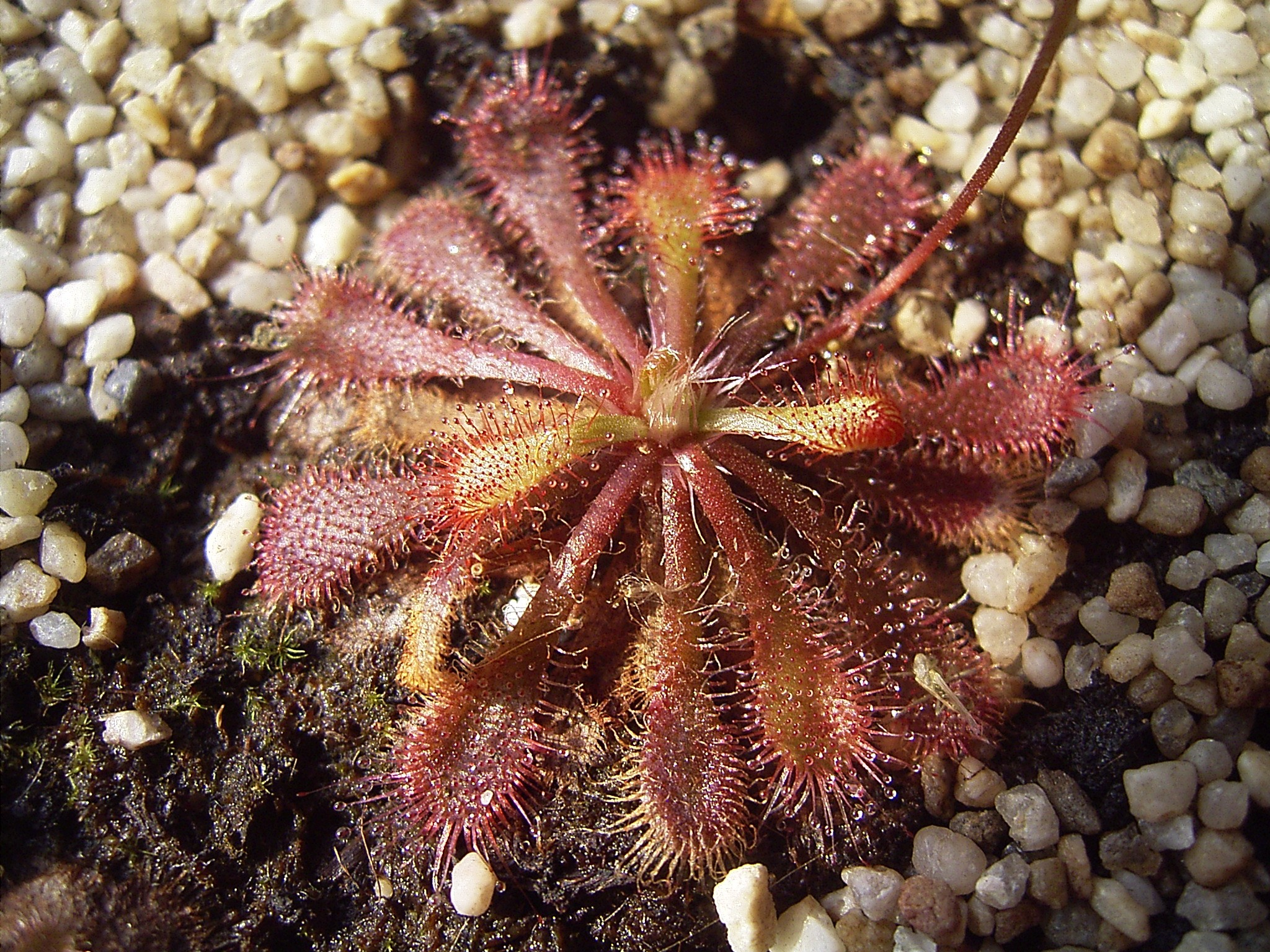
Drosera spatulata

## Hình ảnh

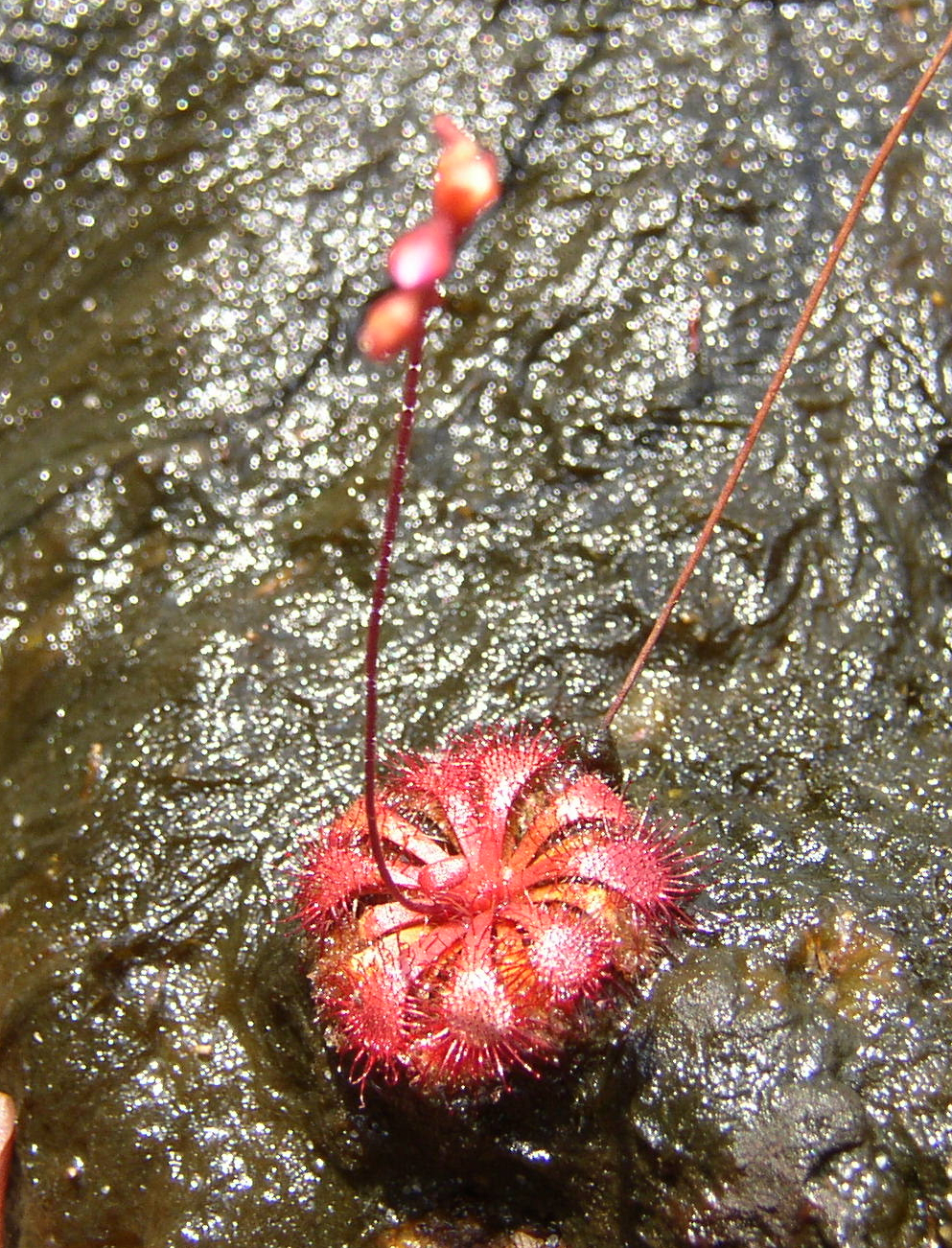
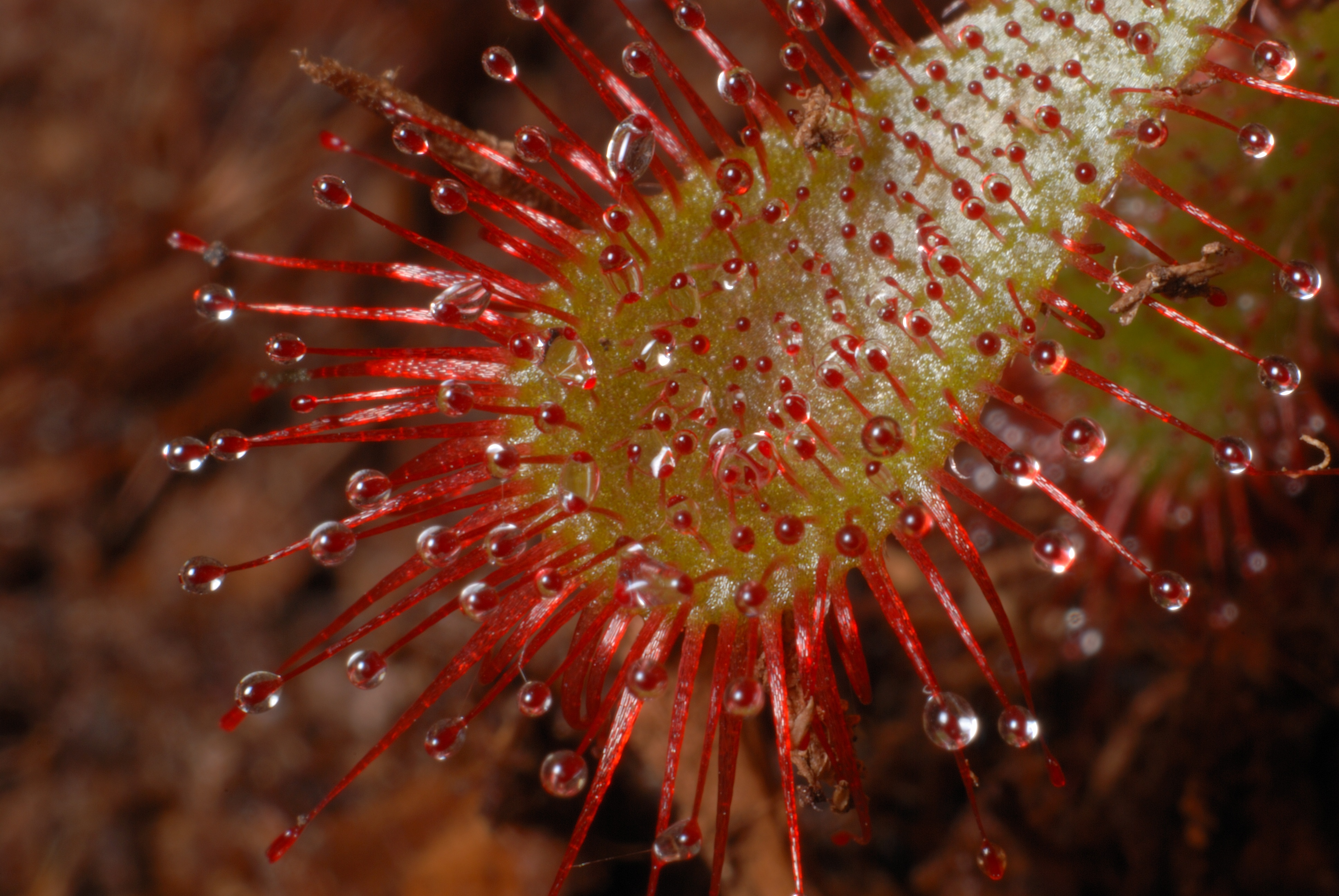
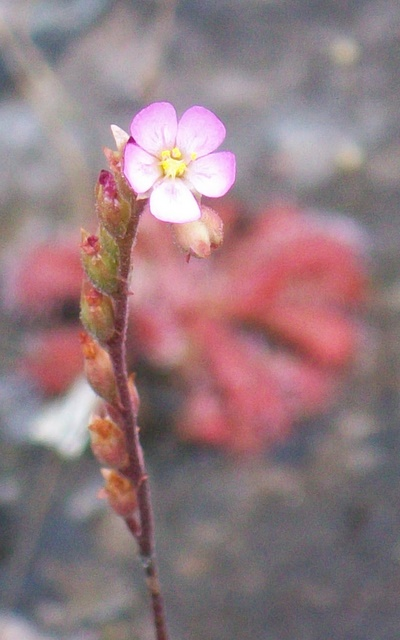
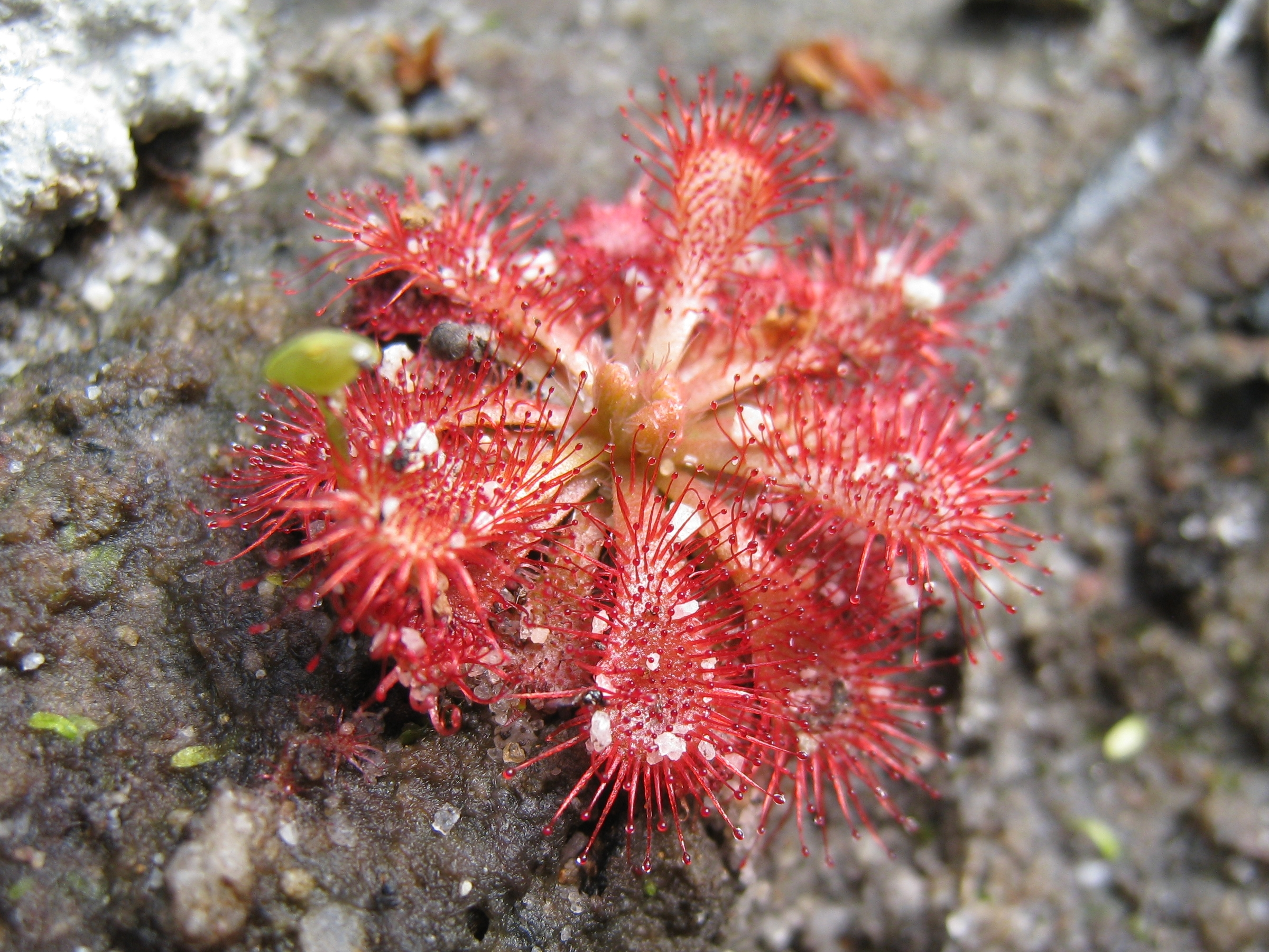